# Apocryptophagus stratheni
Apocryptophagus stratheni är en stekelart som först beskrevs av Joseph 1957.  Apocryptophagus stratheni ingår i släktet Apocryptophagus och familjen fikonsteklar. Inga underarter finns listade i Catalogue of Life.